# Zielonaja Bałka
Zielonaja Bałka (ros. Зелёная Балка) – chutor w Rosji, w obwodzie rostowskim, w rejonie celińskim. W 2010 liczył 183 mieszkańców.